# 名取郵便局
名取郵便局（なとりゆうびんきょく）
- 宮城県名取市にある郵便局。本記事にて記述する。

名取簡易郵便局（なとりかんいゆうびんきょく）
- 愛媛県西宇和郡伊方町にある簡易郵便局。局番号は61782。

名取郵便局（なとりゆうびんきょく）は宮城県名取市飯野坂にある郵便局。民営化前の分類では集配普通郵便局であった。

## 概要
住所：〒981-1299 宮城県名取市飯野坂1-2-3

### 出張所（局外設置ATM）
民営化後、すべてゆうちょ銀行仙台支店が管理を行っている。
- イオンモール名取エアリ内出張所
- DCMホーマック名取店内出張所

## 沿革
- 1874年（明治7年） - 増田郵便取扱所として開設[1]。
- 1875年（明治8年）1月1日 - 増田郵便局（五等）となる。
- 1885年（明治18年）10月1日 - 貯金取扱を開始。
- 1892年（明治25年）1月1日 - 為替取扱を開始。
- 1955年（昭和30年）8月1日 - 館腰郵便局から電報配達事務の一部[2]を移管[3]。
- 1959年（昭和34年）3月20日 - 名取郵便局に改称[4]。
- 1962年（昭和37年）6月1日 - 国際電報受付・配達および国内欧文電報受付・配達の各業務を仙台電報局に移管。
- 1967年（昭和42年）7月30日 - 電話交換および和文電報配達業務を名取電報電話局に移管。
- 1969年（昭和44年）10月6日 - 特定郵便局から普通郵便局に局種別改定。
- 1975年（昭和50年）4月14日 - 名取市手倉田字町裏から、同市飯野坂字車に局舎を新築、移転。
- 1986年（昭和61年）3月17日 - 閖上郵便局から集配業務を移管。
- 1998年（平成10年）9月1日 - 外国通貨の両替および旅行小切手の売買に関する業務取扱を開始。
- 2007年（平成19年）10月1日 - 民営化に伴い、併設された郵便事業名取支店に一部業務を移管。
- 2012年（平成24年）10月1日 - 日本郵便株式会社発足に伴い、郵便事業名取支店を名取郵便局に統合。

## 取扱内容
- 郵便、印紙、ゆうパック、内容証明
- 貯金、為替、振替、振込、国際送金、国債、投資信託
- 生命保険、バイク自賠責保険、自動車保険
- ゆうちょ銀行ATM
- 名取市内の一部地域（下増田字南原の、仙台空港周辺を除く[5]全域：〒981-12xx）の集配業務
- ゆうゆう窓口

## 周辺
- 名取市役所
- 名取市文化会館
- イオンモール名取

## アクセス
- JR東北本線、仙台空港鉄道仙台空港線 名取駅から徒歩約13分
- 名取市乗合バス「なとりん号」 名取郵便局前停留所下車
- 仙台東部道路 仙台空港ICから北へ約4km、名取ICから西へ約5km
- 国道4号沿い
- 駐車場あり：11台